# Црква Сабора српских Светитеља у Мосни
Црква Сабора српских Светитеља у Мосни, насељеном месту на територији општине Мајданпек, припада Епархији тимочкој Српске православне цркве.
Црква посвећена Сабору српских светитеља подигнута је у периоду 1906—1907. године, а освештана 1909. године. Била је изграђена од тврдог материјала, покривена црепом, скромне унутрашњости. Деловала је у оквиру Доњомиловановачке парохије, која је покривала сва насеља Поречког среза. Новом организацијом 1903. године основана је Црквена општина Мосна са насељима Мосна, Голубиње, Тополница и Мироч, која су дала и допринос у изградњи цркве. Потапањем старе Мосне 1970. године црква је срушена. Ново насеље пресељено је два километра узводно Поречком реком и у њему је изграђена нова црква, истог посвећења. Лоцирана је поре потока Корешин, дуга је 8,4 m, широка 6,6 m, с торњем који је са крстом висок 16 m.
Обнова и реконструкција цркве извршена је 2012. године уз помоћ општине Мајданпек и прилога приватних предузетника и мештана села. Обновљени храм освештао је епископ тимочки Јустин 9. септембра 2012. године током црквене славе.